# Deo
Ferjalla Rizkalla (Rio de Janeiro, 10 de janeiro de 1914 – Rio de Janeiro, 23 de setembro de 1971), mais conhecido como Deo foi um cantor e compositor brasileiro.

## Vida pessoal
Era filho de imigrantes libaneses.

## Sucessos
- A casta Susana, Alcyr Pires Vermelho e Ary Barroso (1939)
- A morena que eu gosto, J. Batista e Marino Pinto, (1942), c/Regional de Benedito Lacerda
- A vida cor-de-rosa (La vie en rose), Louiguy e Edith Piaf, versão de Oswaldo Santiago (1949)
- Ainda sou seu amigo, Geraldo Pereira (1946)
- Brasil, usina do mundo, Alcyr Pires Vermelho e João de Barro (1943)
- De qualquer maneira, Ary Barroso e Noel Rosa (1939)
- E o 56 não veio, Haroldo Lobo e Wilson Batista (1944)
- Eu nasci no morro, Ary Barroso (1944)
- Infidelidade, Américo Seixas e Ataulfo Alves (1948)
- Lá vem o Ipanema, Arlindo Marques Júnior, Marina Batista e Roberto Roberti, (1947) c/Raul de Barros & Regional
- Mulher de luxo, Edelir Gameiro e Newton Teixeira (1942)
- Não é economia (Alô, pandeiro), Haroldo Lobo e Wilson Batista (1943)
- Piano alemão (Wir Haben Ein Klavier), Jupp Schmitz e Johnny Bartels, versão de Júlio Nagib (1955)
- Pra machucar meu coração, Ary Barroso (1943) c/Chiquinho & Seu Ritmo
- Quando uma estrela sorri, David Nasser e Donga (1941)
- Reconciliação, Marino Pinto e Waldemar Gomes (1943)
- Se você soubesse, Walmurio (1942)
- Sinfonia do café, Humberto Teixeira (1951) c/Coro dos Apiacás
- Sinto lágrimas, Aloísio Silva Araújo e Francisco Malfitano (1936)
- Xô, peru, Humberto Teixeira e Lauro Maia (1946)